# Rhins
Der Rhins (im Oberlauf: Reins) ist ein Fluss in Frankreich, der in der Region Auvergne-Rhône-Alpes verläuft. Er entspringt in den Bergen des Beaujolais, im Gemeindegebiet von Thel, entwässert anfangs in südlicher Richtung wendet sich später nach Westen, schwenkt dann noch nach Norden ein und mündet nach rund 60 Kilometern am östlichen Stadtrand von Roanne als rechter Nebenfluss in die Loire.
Auf seinem Weg durchquert der Rhins die Départements Rhône und Loire.

## Orte am Fluss
- Saint-Vincent-de-Reins
- Cublize
- Amplepuis
- Saint-Victor-sur-Rhins
- Régny
- Le Coteau
- Roanne